# Уличният Ромео
Уличният Ромео е индийска компютърна анимация от 2008 година на Яш Радж Филмс и компанията Уолт Дисни.

## Сюжет
Това е историята на Ромео – едно куче, което дотогава си е живяло живота. Той се скита по улиците на Мумбай и си намира приятели. Дори намира любов когато среща красивата и очарователна Лейла и се влюбва в нея от пръв поглед.

## Персонажи
Ромео- мъжко куче което се скита по улиците. Намира си четирима приятели – Гуру, Английският герой, Интервал и котката Мини. Той е оранжев на цвят и има кафяви очи, и нашийник.
Лейла- женско куче от породата сибирско хъски което е певица и танцьорка в нощния клуб. Приятелката на Ромео. Тя е покрита с бяла козина, носи червена кърпа увита около връта си и има жълти очи.

## В България
В България филмът още не озвучен на български.